# 水に棲む花
『水に棲む花』（みずにすむはな）は篠原千絵の漫画作品。英題、または副題として『Romance of Darkness』
『Betsucomi』（小学館）に2004年から2005年にかけて連載された。単行本は全5巻が刊行されている。
後藤憲治監督により映画化され、2006年5月27日から6月2日まで東京・渋谷のユーロスペースで公開された。

## あらすじ
修学旅行のバスが湖に転落し、クラスで唯一の生存者となった二階堂六花。
六花が生き残ったのは偶然ではなく、溺れ死にそうなところを水中で出水に金色の種を飲まされたからだった。金色の種は49年に一度、実を結び、その種を体内に入れた者は49年の命を得る。その金色の種を求めて、水地立夏が六花の前に現れる。六花に金色の種を飲ませた出水は、長らく連れ添った立夏の代わりとして六花を選んだのだった。
立夏に命を狙われるようになった六花は従兄の楪と共に、六花を元に戻す方法を探る。それは、超常の力を持つ黒い龍であった出水を殺すことであった。遥かなる太古、出水と争い敗れた白い龍の末裔でもある二階堂本家にも、二階堂本家の男と「リッカ」が一つになるときに白い龍が蘇えるという言い伝えがあった。しかし、それは六花の命を吸い尽くすことも意味していた。
楪が太古に争った白い龍であることを知った出水は、白い龍と再び争って優劣を決めることこそが己の望みであったと気づき、楪を白い龍に戻すために世界中に雨を降らせる。

## 登場人物
二階堂 六花（にかいどう りっか）
水泳部に所属する高校生。幼い頃から楪に好意を寄せている。
二階堂 楪（にかいどう ゆずる）
二階堂本家の長男で大学生。六花の従兄。
冷気を操る白い龍「白靇（しろたかお）」の末裔。
二階堂本家の長男は、代々短命で病弱であるが、楪も同様である。これは、白い龍を人の身体に封じていることの反動によるものである。
出水（いずみ）
水に棲む者。正体は熱気を操る黒い龍「黒靇（くろたかお）」。
自分でも理由が解らずに幾人もの「リッカ」という娘に金の種を与えては傍に置いていた。
水地 立夏（みずち りっか）
六花が現れるまで出水に種をもらっていた。六花の命を狙う。元は大名の妾腹であり、人柱にされるところを出水に救われた。以降、金の種を49年毎に口にし続けたことで、命を長らえている。
実は二階堂家の傍流の血を引いており、立夏もまた六花同様にその命を吸わせることで白い龍を蘇らせることができる。

## 映画版
DVDなどは『水に棲む花 〜Romance of Darkness〜』と表記されることもある。
映画の製作時には、原作漫画は未だ完結していなかったため、結末部分は映画版オリジナルとなる。
キャスト
- 二階堂六花：前田亜季
- 二階堂楪：竹財輝之助
- 出水：高杉瑞穂
- 水地立夏：北川景子
- その他出演：永島敏行、浅利香津代、佐藤恒治、伊藤克信

スタッフ
- 原作：篠原千絵
- 監督：後藤憲治
- 脚本：徳江麻美子
- 上映時間：84分

主題歌
- 『ともだち』 toi teens!?（トイズファクトリー）